# Surianaceae
Surianaceae је породица дрвенастих дикотиледоних скривеносеменица. Обухвата 5 родова са 8 врста. У најсавременијим системима класификације (APG, APG II) породица се сврстава у ред Fabales, заједно са лептирњачама.